# Sant Esteve de Breses
Sant Esteve de Breses fou una església del poble de Breses, pertanyent al terme comunal de Mosset, de la comarca nord-catalana del Conflent.
Les seves ruïnes són en un marge dins d'una explotació agrícola gairebé al centre del petit lloc de Breses.

## Història
El lloc de Breses és esmentat des de l'any 1019, en una escriptura en la qual l'abat Oliba, de Sant Miquel de Cuixà, retorna a un anomenat Guillem i als seus germans, Sunifred, Ramon, Guifré i Miró un alou qui est in comitatu Confluente, in valle Mosseti, in villa Bredes et in aiacenciis et terminibus eius. Aquest alou pertanyia a Cuixà per donació en herència de Delà, un altre dels germans de Guillem. Un descendent dels esmentats, senyor de Breses, fou l'origen del llinatge dels Mosset. El primer esment de l'església, però, no apareix fins al 1355, any en què consta una donació a l'església d'Ademar de Mosset.

## L'edifici

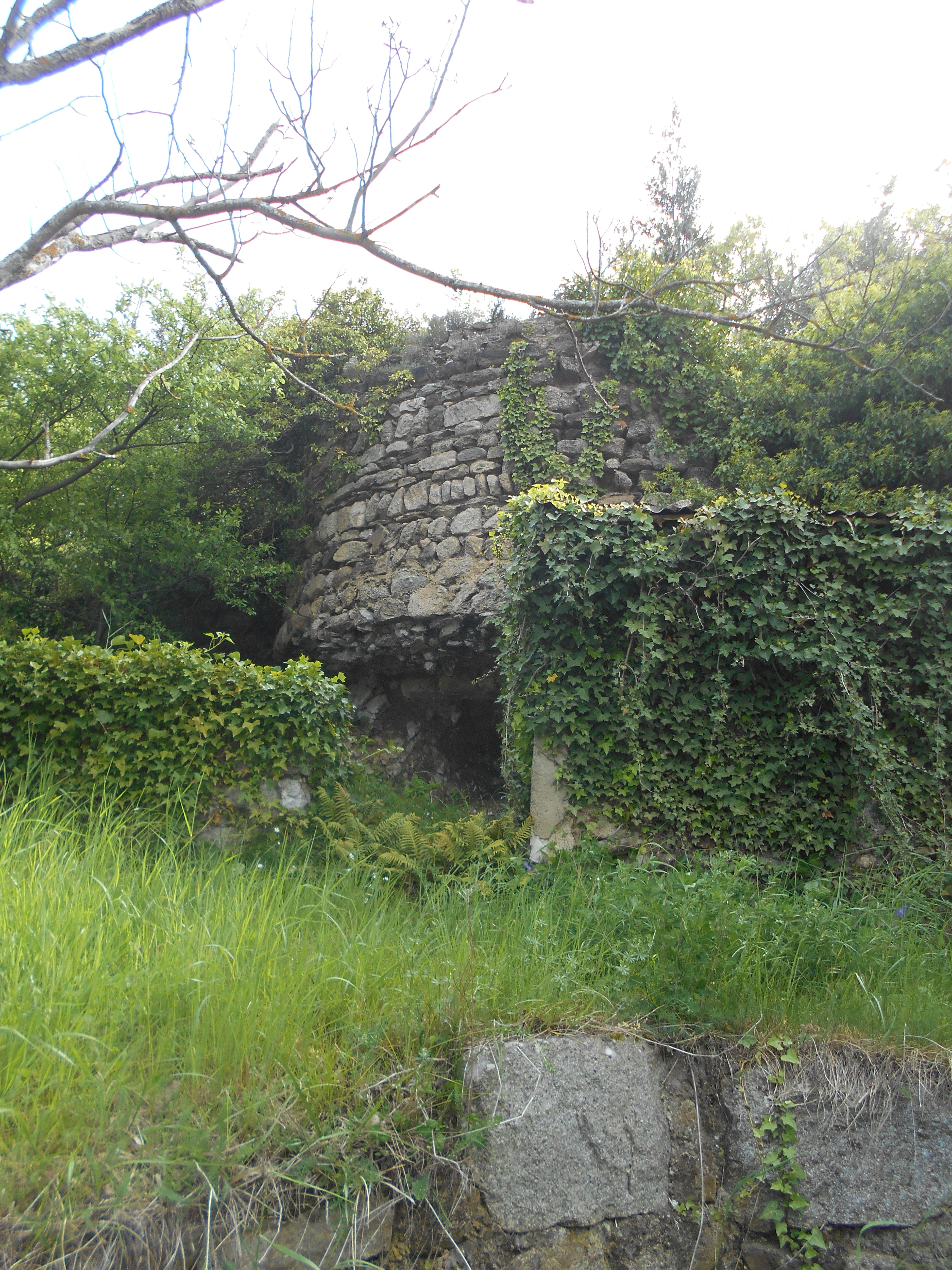
Detall de les restes de l'absis

Es tractava d'una església d'origen romànic, d'una sola nau capçada a llevant per un absis semicircular i coberta amb volta de canó. Només en roman una part de l'absis i del mur de la nau adjacent, incorporats en un marge dins d'una propietat agrícola. L'aparell amb què està construït el que en resta, que inclou els fonaments, presenten un aparell irregular, però distribuït en filades regulars. Sembla ser una edificació rústega del segle xii.